# Ulster megye
Ulster megye az Amerikai Egyesült Államokban, azon belül New York államban található. Megyeszékhelye és legnagyobb városa Kingston. Lakosainak száma 181 851 fő (2020. április 1.). Ulster megye Greene, Columbia, Orange, Dutchess, Sullivan és Delaware megyékkel határos.

## Népesség
A megye népességének változása:
| Lakosok száma | 182 374 | 182 666 | 181 753 | 180 998 | 180 143 | 181 851 |
|               | 2010    | 2011    | 2012    | 2013    | 2015    | 2020    |